# Musigny
Musigny település Franciaországban, Côte-d’Or megyében. Lakosainak száma 91 fő (2022. január 1.). Musigny Meilly-sur-Rouvres, Foissy, Chazilly, Le Fête, Longecourt-lès-Culêtre és Mimeure községekkel határos.

## Népesség
A település népességének változása:
| Lakosok száma | 154  | 100  | 115  | 89   | 84   | 82   | 87   | 82   | 84   | 91   |
|               | 1968 | 1982 | 1999 | 2010 | 2012 | 2013 | 2016 | 2018 | 2020 | 2022 |